# エスタディオ・ホセ・アマルフィターニ
エスタディオ・ホセ・アマルフィターニ（スペイン語: Estadio José Amalfitani）は、アルゼンチン・ブエノスアイレス自治市西部のリニエルス地区にあるスタジアム。
サルミエント線のリニエルス駅の近くにあり、エル・フォルティン・デ・リニエルス（リニエルス地区の小要塞）という愛称でも知られている。サッカークラブのCAベレス・サルスフィエルドと、ラグビーユニオンのアルゼンチン代表（ロス・プーマス）のホームスタジアムである。ミュージシャンのコンサートなども行なわれている。49,540人を収容するが、アルゼンチンの他のスタジアム同様、全席固定座席ではない。

## 歴史
スタジアム周辺の土地を購入する前、CAベレス・サルスフィエルドはビジャ・ルーロ地区にあるグラウンドを賃貸してホームゲームを行なっていた。最初のグラウンドは1932年に建設され、エル・フォルティン（小要塞）という愛称で呼ばれた。1940年にベレスがプリメーラ・ディビシオン（1部）から降格すると、賃貸していたビジャ・ルーロ地区のグラウンドから撤退し、1941年にはブエノスアイレス西部鉄道が所有していた現在の土地を購入した。グラウンドはマルドナード下水道によって浸水しており、スタジアム建設は困難を極めたが、ベレスのホセ・アマルフィターニ会長が建設を主導し、1943年に竣工した。新スタジアムは旧スタジアムの木造スタンドを転用し、CAリーベル・プレート戦(2-2)が初試合となった。ベレスのフアン・ホセ・フェラーロが初得点を決め、その他にはアンヘル・フェルナンデス（ベレス）とアドルフォ・ペデルネーラ（リーベル、2得点）が得点した。1947年から1951年にはセメント造で再建された。

### サッカー
開場から27年後の1978年に拡張工事が行なわれ、アルゼンチンで開催されたFIFAワールドカップでは、グループリーグの3試合が行なわれた。1979年にはコパ・アメリカ1979に使用され、グループリーグや決勝戦プレーオフが行なわれた。2001年にはFIFAワールドユース選手権に使用され、3位決定戦や決勝戦が行なわれた。

### ラグビーユニオン
2005年11月、南アフリカ共和国代表（スプリングボクス）がアルゼンチンを訪れ、ロス・プーマスとテストマッチを行った。ロス・プーマスはハーフタイム時点で20-16とリードしていたが、その後スプリングボクスに逆転されて23-34で敗れた。2006年6月のテストマッチ月間には、ロス・プーマスはアルゼンチンでウェールズ代表（レッドドラゴンズ）と2試合、ニュージーランド代表（オールブラックス）と1試合のテストマッチを行った。レッドドラゴンズとの1戦目がエスタディオ・ラウル・コンティで行われたのち、2戦目はホセ・アマルフィターニで行われ、ロス・プーマスが45-27で勝利した。この勝利はレッドドラゴンズに対する最多得点差勝利となった。次週にはホセ・アマルフィターニでオールブラックスとのテストマッチが行われ、ロス・プーマスは世界最強豪国のひとつに19-25で敗れた。2007年のワールドカップ前、プーマスはアルゼンチンでアイルランド代表と2試合のテストマッチを行い、ホセ・アマルフィターニでのテストマッチには16-0で勝利した。2016年より、スーパーラグビーを戦うハグアレスも本拠地としての使用を開始している。

### コンサート
拡張工事以来、ホセ・アマルフィターニでは以下のアーティストのコンサートが開催された。コンサートの際には50,000人を収容する。
| アーティスト                     | 日付                       | ツアー                             |
| -------------------------------- | -------------------------- | ---------------------------------- |
| クイーン                         | 1981年2月28日・3月1日・8日 | The Game Tour                      |
| ボン・ジョヴィ                   | 1990年2月1日               | New Jersey Syndicate Tour          |
| ロクセット                       | 1992年5月2日・3日          | Join The Joyride! World Tour       |
| ニルヴァーナ                     | 1992年10月30日             | Nevermind Tour                     |
| メタリカ                         | 1993年5月7日・8日          | Nowhere Else to Roam               |
| エアロスミス                     | 1994年1月17日              | Get a Grip Tour                    |
| デペッシュ・モード               | 1994年4月8日               | Exotic Tour/Summer Tour '94        |
| ホイットニー・ヒューストン       | 1994年4月16日・17日        | The Bodyguard World Tour           |
| ラモーンズ                       | 1994年5月14日              | 20th Anniversary Tour              |
| ルイス・ミゲル                   | 1994年11月11日・12日       | Segundo Romance Tour               |
| アイアン・メイデン               | 1998年12月12日             | Virtual XI World Tour              |
| レッド・ホット・チリ・ペッパーズ | 2001年1月24日              | Red Hot Chili Peppers 2001 Tour    |
| ロジャー・ウォーターズ           | 2002年3月7日               | In the Flesh Tour                  |
| ルイス・ミゲル                   | 11月24日・15日             | Mis Romances Tour                  |
| シャキーラ                       | 2006年11月24日・25日       | Oral Fixation Tour                 |
| ボブ・ディラン                   | 2008年3月15日              | Never Ending Tour 2008             |
| ロッド・スチュワート             | 2008年4月11日              | Rocks His Greatest Hits Tour       |
| ガンズ・アンド・ローゼズ         | 2010年3月22日              | Chinese Democracy Tour             |
| アイアン・メイデン               | 2011年4月8日               | The Final Frontier World Tour      |
| ロッド・スチュワート             | 2011年10月22日             | Heart & Soul Tour                  |
| エルトン・ジョン                 | 2013年3月2日               | 40th Anniversary of the Rocket Man |
| ボン・ジョヴィ                   | 2013年9月26日              | Because We Can: The Tour           |